# Gekko sorok
Gekko sorok là một loài thằn lằn trong họ Gekkonidae. Loài này được Das, Lakim, Kandaung mô tả khoa học đầu tiên năm 2008 dưới danh pháp Luperosaurus sorok. Loài này là đặc hữu đông bắc đảo Borneo, được tìm thấy gần Sungai Bariawa, vườn quốc gia dãy núi Crocker, bang Sabah, Malaysia.
Nghiên cứu của Wood et al. (2020) xếp nó vào phân chi Rhacogekko của chi Gekko